# Bayume Mohamed Husen

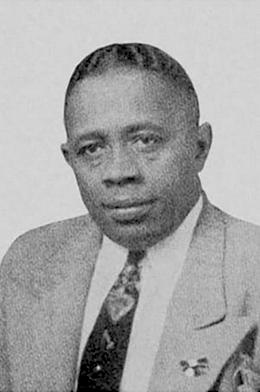
Bayume Mohamed Husen

Bayume Mohamed Husen, naar verluidt geboren als Mahjub bin Adam Mohamed, (Dar es Salaam, waarschijnlijk 22 februari 1904 - Sachsenhausen, 24 november 1944) was een Tanzaniaans-Duitse soldaat en acteur.
Mahjub bin Adam Mohamed, wat vertaald kan worden als "zoon van Adam Mohamed", was de zoon van een Afrikaanse officier in de Schutztruppe, het leger in de Afrikaanse koloniën van het Duitse Keizerrijk. Adam Mohamed behoorde waarschijnlijk tot de soldaten die deel hadden uitgemaakt van het Brits-Egyptische leger en die na de verovering van het rijk van de Mahdi werden aangeworven door de Duitsers. Adam Mohamed bleef in Duits-Oost Afrika waar hij ook Husens moeder leerde kennen. Als kind van een soldaat had Husen de mogelijkheid om in Dar es Salaam een regeringsschool te bezoeken. Toen de familie in 1913 verhuisde naar Lindi werkte hij als tienjarige op het kantoor van een katoenfabriek.
Hoewel Adam Mohamed bij het uitbreken van de Eerste Wereldoorlog al ouder was, liet hij zich opnieuw door de Schutztruppe rekruteren. Husen ging tegelijkertijd vrijwillig als kindsoldaat met zijn vader mee het leger in. Nadat Duitsland na de Wapenstilstand de kolonie verloor en het gebied onder Brits mandaat kwam, ontstond er jarenlang onenigheid over de uitbetaling van de Afrikaanse soldaten, zowel in Duitsland zelf als tussen Duitsland en Groot-Brittannië. Eind 1929 diende Husen persoonlijk in Berlijn een verzoek in om alsnog zijn soldij en die van zijn vader te ontvangen. Het verzoek werd afgewezen en de autoriteiten probeerden hem terug te sturen naar Afrika, maar Husen weigerde te vertrekken en vestigde zich in Berlijn waar hij zich liet registreren als Bayume Mohamed Husen. Tot 1935 was hij er werkzaam als kelner.
In 1933 trouwde Husen met een Duitse vrouw met wie hij een zoon kreeg. Eerder dat jaar had hij al met een andere vrouw een zoon gekregen die hij later erkende en in zijn gezin opnam. In 1936 werd nog een dochter geboren. Husens tweede zoon stierf in 1939 op vijfjarige leeftijd. Zijn dochter overleed een jaar later op tweejarige leeftijd. Zijn eerste zoon kwam in 1945 bij een bombardement om het leven.
In Duitsland zocht Husen aansluiting bij de neokoloniale beweging die streefde naar het terugwinnen van de Duitse koloniën. In het kader daarvan trad hij op bij manifestaties en nam hij vanaf 1936 deel aan een propagandistische voorstelling die door Nazi-Duitsland reisde. Van 1931 tot 1941 was hij ook taalassistent Kiswahili aan het Seminar für Orientalische Sprachen (Instituut voor Oriëntaalse Talen) van de Friedrich-Wilhelms-Universiteit te Berlijn.
Tussen 1934 en 1941 trad Husen als figurant op in minstens 23 Duitse speelfilms, geregisseerd door regisseurs als Douglas Sirk en Veit Harlan en met acteurs als Zarah Leander en Heinz Rühmann. De grootste rol van Husen was ook zijn laatste: tussen augustus 1940 en februari 1941 speelde hij de gids en tolk Ramasan in de historische propagandafilm Carl Peters met Hans Albers.
Husens trouw aan Duitsland werd door de Duitsers niet beloond. Vanwege handelsbelangen en koloniale ambities in Afrika werden Afrikanen in Nazi-Duitsland weliswaar niet vervolgd, maar wel gediscrimineerd. De militaire onderscheiding die Husen wilde ontvangen werd aan niet-Europeanen geweigerd. Husen en zijn vrouw moesten net als andere Afrikanen en hun partners hun identiteitsbewijzen afstaan in ruil voor vreemdelingenpassen. Vanaf 1940 werd het voor zwarte mensen ook bemoeilijkt om in het openbaar op te treden.
Tijdens het filmen van Carl Peters ontmoette Husen een Duitse vrouw en begon een relatie met haar die hem fataal werd. Na te zijn verklikt werd hij gearresteerd op beschuldiging van zogenaamde rassenschande. Hoewel er geen wettelijke basis was voor een veroordeling (mensen uit Afrika mochten niet meer trouwen met Duitsers, maar over relaties zei de wet niets) werd hij op 27 september 1941 toch opgesloten in het concentratiekamp Sachsenhausen, waar hij op 24 november 1944 omkwam. Zijn vrouw had zich inmiddels van hem laten scheiden, mogelijk onder druk van de Gestapo.

## Filmografie (selectie)
- 1934: Die Reiter von Deutsch-Ostafrika
- 1937: Zu neuen Ufern
- 1937: Schüsse in Kabine 7
- 1938: Der unmögliche Herr Pitt
- 1938: Fünf Millionen suchen einen Erben
- 1938: Sergeant Berry
- 1938: Verklungene Melodie
- 1939: Männer müssen so sein
- 1939: Sensationsprozeß Casilla
- 1940: Stern von Rio
- 1941: Pedro soll hängen
- 1941: Carl Peters
- 1943: Der unendliche Weg

## Trivia
- Het levensverhaal van Husen werd in 2013 verteld in de documentairefilm Majubs Reise van Eva Knopf.
- Het personage Ilyas in de roman Afterlives uit 2020 van Nobelprijswinnaar Abdulrazak Gurnah is losjes gebaseerd op Husen.[23]
- Husens levensverhaal maakt deel uit van de tentoonstelling Berlin Global die in 2021 in het Humboldt Forum in Berlijn werd geopend.[24]